# ماكس جوزيف أوقست هاينريش جوهانس بوخنر
ماكس جوزيف أوقست هاينريش جوهانس بوخنر (بالألمانية: Max Buchner)‏ (و. 1846 – 1921 م) هو طبيب، ومستكشف، وعالم في الأتنيات ‏ ألماني، ولد في ميونخ، توفي في ميونخ، عن عمر يناهز 75 عاماً.